# Kenji Miyazawa

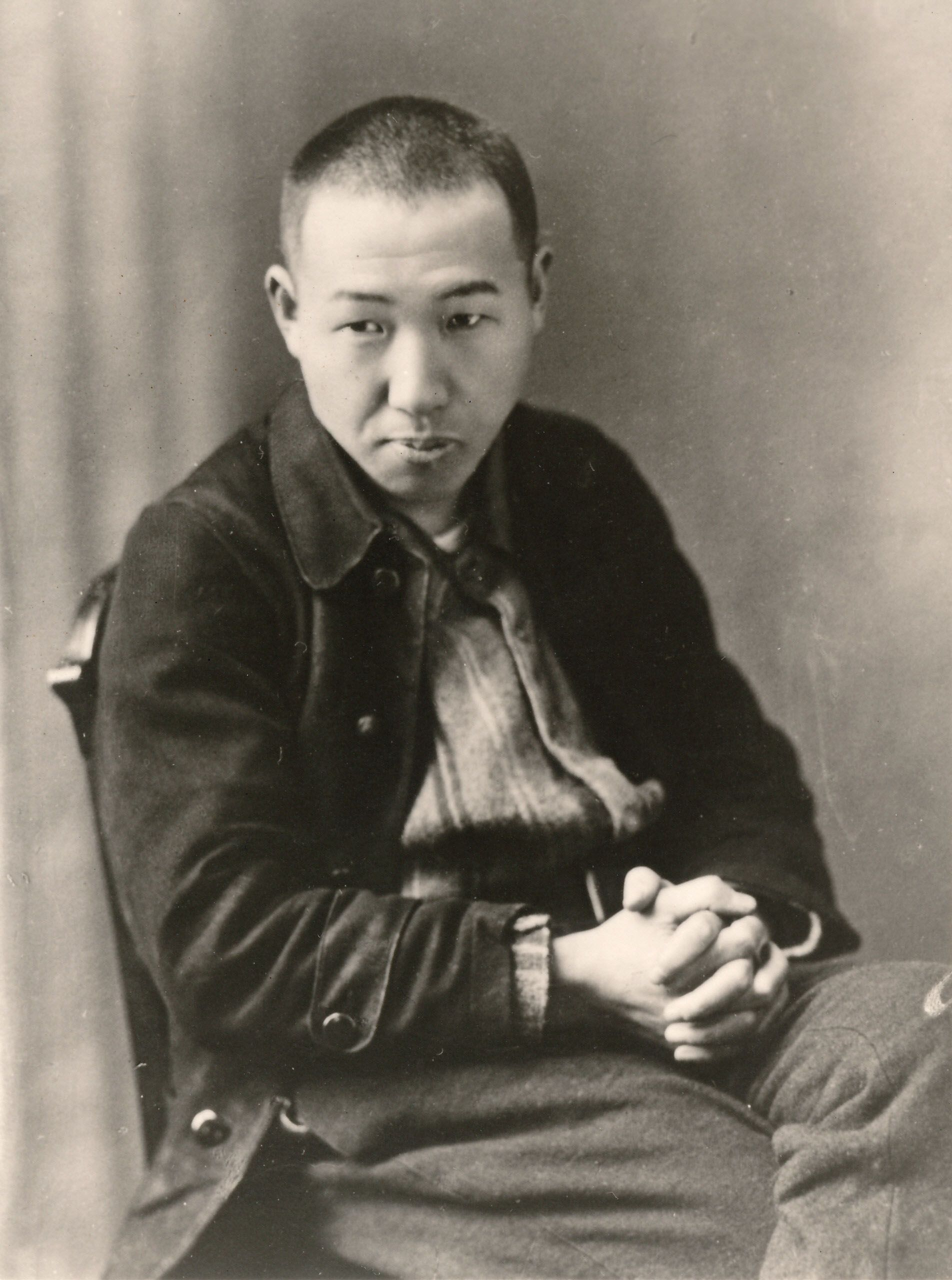
Miyazawa Kenji

Kenji Miyazawa (宮沢 賢治 Miyazawa Kenji?,  n. 27 august 1896 — d. 21 septembrie 1933) a fost un poet și autor de literatură pentru copii din Japonia. A fost cunoscut și ca budist pios și ca activist social.

## Viața
Miyazawa s-a născut în orașul ce se numește actualmente Hanamaki, în prefectura Iwate, ca fiu al unui proprietar de casă de amanet. De mic copil s-a simțit jenat de inegalitatea socială pe care o simțea între familia sa înstărită și țăranii săraci din împrejurimi. În 1918, a terminat liceul de științe agricole și forestiere din Morioka (盛岡高等農林学校). Fiind un student eminent, îndrumătorul științific ș-i l-a dorit ca asistent.  Dar certurile cu tatăl său din cauza religiei (Kenji a convertit la secta budistă oarecum mai activistă Nichiren), cât și dezgustul față de casa de amanet a familiei, i-au creat multă nefericire în acei ani de tinerețe, așa că în 1921 s-a mutat din Hanamaki la Tokio.

## Cariera literară
La Tokio, pe când locuia la un prieten, a cunoscut operele poetului Sakutarō Hagiwara, lucru ce l-a încurajat să scrie și el. După opt luni de locuit la Tokio, timp în care a scris povestiri pentru copii, s-a întors la Hanamaki din cauza tuberculozei surorii (boală care până la urmă o va răpune).
S-a angajat ca profesor de științe agricole la liceul agricol din Hanamaki). Pe bani proprii a publicat în 1924 colecția de povestiri pentru copii Chūmon no Ōi Ryōriten (注文の多い料理店  Restaurantul cu comenzi multe?) cât și o parte din colecția de poezii Haru to Shura ( 春と修羅  Primăvara și Așura?).
Nici una nu a avut succes comercial, dar poeții Kōtarō Takamura și Shimpei Kusano l-au descoperit și l-au făcut cunoscut în lumea literară.
Ca profesor era văzut ca fiind cam excentric, dar îl pasiona predatul. Îi ducea pe studenți la plimbare în timpul orelor, dar îi și ajuta să pună în scenă piese de teatru pe care le scriseseră ei însiși.
Din 1926 până la moartea sa din 1933, Miyazawa s-a străduit să îmbunătățească viața țăranilor din Iwate. A introdus tehnici agricole inovative pentru vremea lor, și noi soiuri de semințe. S-a lăsat de predat în 1926 pentru a organiza Asociația Țăranilor Rasu. Aduna tineri țărani în casa părintească și le ținea prelegeri despre agronomie. La fel organiza serate muzicale, punea în scenă piese de teatru, și organiza alte seri culturale.
Scrierile sale din această perioadă dau dovadă de dragoste pentru pământ și pentru oamenii care îl lucrează. Multe din scrierile sale pentru copii par simple și umoristice, dar au deseori un substrat menit să educe moral cititorul. La fel, a scris și multe poezii tanka și versuri libere, multe dintre ele descoperite post-mortem.  Poeziile sale au fost traduse în multe limbi străine, iar unele dintre povestiri au devenit filme (anime) în Japonia.
Operele lui Miyazawa au fost influențate de curente literare contemporane, cum ar fi romantismul și mișcarea literară proletară, dar mai ales de crezul său în budism, și în particular de Lotus Sutra.  
Miyazawa a suferit mulți ani de pleurezie, lucru care l-a incapacitat luni de zile la rând. A murit de pneumonie în 1933.

## Moștenire spirituală
„Muzeul Miyazawa Kenji” a fost inaugurat în 1982 în orașul natal Hanamaki, în comemorarea celei de-a 50-a aniversări a morții sale. Sunt expuse acolo câteva manuscrise și unele lucruri personale care nu au fost distruse în bombardamentului orașului în timpul celui de-al Doilea Război Mondial.
Miyazawa a fost interesat și în limba esperanto. Numele fictiv ce apare în operele sale, Ihatov (sau Ihatovo), a fost construit din numele Iwate (Ihate după scrierea veche) în stil esperanto.

## Opere principale
Pe lângă operele menționate mai sus, trebuiesc menționate:
- Gingatetsudō no Yoru (O noapte cu trenul pe Calea Laptelui)
- Kazeno Matasaburo (Matasaburo, copilul vântului)
- Cello Hiki no Goshu (Celistul Goșu)
- Taneyamagahara no Yoru (O noapte în Taneyamagahara)

O poezie a lui pe care o știu practic toți japonezii este Ame ni mo makezu (Nu mă voi lăsa intimidat de vânt).